# Новая Жизнь (Тамбовский район)
Новая Жизнь — посёлок в Тамбовском районе Тамбовской области Российской Федерации.
Входит в состав Орловского сельсовета.

## География
Расположен в меридиональном распоряжении по обоим берегам реки Челновая, запруженная в черте села.
С севера проходит автодорога, отделяющая село от Беломестнодвойневского сельсовета.

## История
Решением исполкома областного Совета от 23 октября 1985 года № 393 с посёлком Новая Жизнь был объединен посёлок Русский.

## Население
| 2002 | 2010 |
| ---- | ---- |
| 549  | ↗566 |

Согласно результатам переписи 2002 года, в национальной структуре населения русские составляли 96 % от жителей.

## Инфраструктура
Школа.
Личное подсобное хозяйство.

## Транспорт
Проходит 404-406-й километры федеральной автотрассы Р-119.
Остановки общественного транспорта «Школа», «Минаевка».